# Cratomelus integer
Cratomelus integer är en insektsart som beskrevs av Kjell Ernst Viktor Ander 1933. Cratomelus integer ingår i släktet Cratomelus och familjen Anostostomatidae. Inga underarter finns listade i Catalogue of Life.